# مروانا یوگیچ-سالکیچ
 مروانا یوگیچ-سالکیچ (انگلیسی: Mervana Jugić-Salkić؛ زادهٔ ۱۴ مهٔ ۱۹۸۰) یک تنیس‌باز اهل بوسنی و هرزگوین است.